# Fítia
Fítia  (en grec antic Φυτία o Φοιτεῖαι) era una ciutat de l'interior d'Acarnània situada a l'oest de la ciutat d'Estratos, i estava fortament fortificada. Era al camí que anava des d'Estratos cap Medeon i Limnea.
Després de l'època d'Alexandre el Gran, cap a l'any 300 aC va caure en mans de la Lliga Etòlia que ja dominava l'oest d'Acarnània. Més tard, segons Polibi, va ser ocupada per Filip V de Macedònia en la seva expedició contra els etolis el 219 aC però els etolis la van recuperar probablement després de la derrota de Filip V davant els romans.
Se la menciona en una inscripció trobada a Àccium, probablement anterior a l'època d'August, com una de les ciutats que formaven part d'Acarnània.